# Ted (ソフトウェア)
Tedは、X Window System環境のためのワードプロセッサーで、Linuxや他のUnix系システムで動作する。開発は主にMark de Doesによって行われ、軽量で機能を多数持つワードプロセッサーである。
Tedは、ファイルをMicrosoft Wordと互換性のあるRTF形式で保存することができ、ヘッダー、フッター、表、別のフォントの利用、テキストの配置など、一般的にワードプロセッサーに見られる機能を備えている。Tedは、いくつかの言語に翻訳もされている。
プログラムはスペルチェッカーを含んでいるが、これはユーザーがタイプしたスペリングをチェックしない。軽量で高速に設計されており、古いコンピュータや、組み込みシステム向けである。
バージョン2.17まで、Tedは、Motifツールキットをウィジェットレンダリングに使っており、LessTifでも動作した。現在のバージョン（2.23）はGTKツールキットをデフォルトで使っているが、依然としてMotifやLessTifでビルドすることもできる。
TedはGNU GPLでライセンスされた自由ソフトウェアである。また、Tedのパッケージは、Debian etchや、UbuntuHardy Heron、Gentoo Linuxなどで利用可能である。